# 伊利尔农村居民点
伊利尔农村居民点（俄语：Илирское сельское поселение）是俄罗斯联邦伊尔库茨克州布拉茨克区所属的一个农村居民点。其下辖有4个居民点，行政中心为伊利尔。据2016年统计，该农村居民点的人口为1490人。